# Мельниця (Гатчинський район)
Мельниця (рос. Мельница) — присілок у Гатчинському районі Ленінградської області Російської Федерації.
Населення становить 47 осіб. Належить до муніципального утворення Кобринське сільське поселення.

## Географія
Населений пункт розташований на південній околиці міста Санкт-Петербурга.

## Історія
Згідно із законом від 16 грудня 2004 року № 113—оз належить до муніципального утворення Кобринське сільське поселення.

## Населення
| 1782 | 1795 | 1838 | 1848 | 1862 | 1928 | 1958 |
| ---- | ---- | ---- | ---- | ---- | ---- | ---- |
| 65   | ↘53  | ↘51  | ↘48  | ↗63  | ↗112 | ↘101 |
| 1997 | 2002 | 2007 | 2010 | 2014 | 2017 |      |
| ↘40  | ↗87  | ↘35  | ↗54  | ↘33  | ↗47  |      |